# John Flournoy
 (juillet 2023).
Le contenu est difficilement compréhensible vu les erreurs de traduction, qui sont peut-être dues à l'utilisation d'un logiciel de traduction automatique.
John James Flournoy (1808 - 18 janvier 1879) est un militant sourd qui a proposé en 1850 la création d'un État pour les sourds dans l'Ouest américain.

## Biographie
John James Flournoy naît en 1808 dans le comté de Clarke. Sa famille, dont un des enfants est sourd, est une famille de riches planteurs d'Athens, en Géorgie. En 1830, il part étudier à l'université de Géorgie avant de devenir lui-même sourd. Il étudie brièvement à l'École américaine pour les sourds où il découvre la langue des signes. En 1839, il s'installe à Jackson, en Géorgie. En 1846, John contribue à la création de la Georgia School for the Deaf à Cave Spring[réf. nécessaire].
En 1855, John Flournoy propose au gouvernement des États-Unis de créer un État exclusivement pour les citoyens sourds en citant « avoir une petite république pour nous seuls, sous notre souveraineté, et indépendant de toute ingérence des entendants ». L'École américaine pour les sourds soutient la proposition de John Flournoy mais celle-ci est rejetée. Quand la guerre de Sécession éclate, il prend plutôt le parti du Sud bien qu'il soit pour la fin de l'esclavage.